# Proyecto Islero
El Proyecto Islero fue un intento por parte de España, durante la dictadura franquista y las primeras etapas de la transición democrática, de hacerse con un arsenal nuclear desarrollando su propia bomba atómica.
Este proyecto, uno de los planes más secretos del franquismo, tenía como objetivo dotar a España de los medios para una política exterior y de defensa independiente. Esta visión era inseparable de la ideología nacionalista del régimen, que, aunque poco atlantista, se había visto obligado en 1953 a pactar con Estados Unidos por razones de supervivencia.
Fue primeramente concebido a finales de los años 50, tras la independencia de Marruecos y la posterior guerra de Ifni, con objetivo de contener las ambiciones territoriales de dicho estado, disuadiéndolo de invadir Ceuta, Melilla, las Islas Canarias y el Sáhara.
El proyecto pronto pudo contar con la ayuda tecnológica francesa, en particular para la construcción de un reactor nuclear, ya que Charles de Gaulle veía con buenos ojos el surgimiento en Europa de una potencia aliada y reacia a la OTAN. Sin embargo, el proyecto, cuya dirección había sido encomendada al físico e ingeniero Guillermo Velarde, pareció en un principio no prosperar. Todo cambió con el conocido "incidente de Palomares" en 1966, que vino a poner a Velarde en posesión de un detonador y del mecanismo de la bomba H, lo que permitió considerar (si se da crédito a un informe suyo escrito en 1971) la fabricación real e inminente de una bomba nuclear. 
Sin embargo, bajo presión estadounidense, Franco (que temía la reacción internacional a ese plan), congeló el proyecto, a pesar de la promoción activa realizada por altos dirigentes del régimen (en particular Carrero Blanco y Muñoz Grandes). 
Tras la muerte de Franco, el gobierno de Adolfo Suárez intentó reanudar el programa. 
Islero fue abandonado de facto en 1981, con la imposición estadounidense de que se firmara el Pacto de Salvaguardias del OIEA, cuyo incumplimiento supondría la congelación de las exportaciones de uranio enriquecido a España.
En 1987 Islero es oficialmente desmantelado. El gobierno del PSOE, para quien la pertenencia a la CEE era un objetivo prioritario, entendió que este proyecto comprometía la entrada de España. El 13 de octubre de 1987, Francisco Fernández Ordóñez, como ministro de Asuntos Exteriores, firmó el Tratado de No Proliferación Nuclear, que simbólicamente puso fin al proyecto.

## Historia

### Antecedentes (1948-1963)

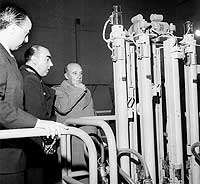
Francisco Franco y Luis Carrero Blanco inauguran el Centro Nacional de Energía Nuclear Juan Vigón (ahora parte del CIEMAT) el 27 de diciembre de 1958.

Contrariamente a ciertas afirmaciones de la oposición antifranquista, Franco no había fabricado una bomba atómica al final de la Segunda Guerra Mundial con la ayuda de científicos nazis refugiados en España; en realidad, no fue hasta los años 60 cuando Muñoz Grandes concibió la idea de fabricar la bomba atómica y dotar a España de un pequeño arsenal de armas nucleares. Muñoz Grandes aspiraba en realidad a independizar al país de la OTAN y de Estados Unidos y dotarlo de una total capacidad disuasoria en su zona de interés geoestratégico, es decir en el eje Islas Baleares/Estrecho de Gibraltar/Islas Canarias, en particular ante la amenaza de Marruecos. Además, España poseía entonces, después de Francia, los mayores yacimientos de uranio del mundo.
En septiembre de 1948, Francisco Franco, mediante un decreto de carácter reservado, creó la Junta de Investigaciones Atómicas (JIA), constituida el 8 de octubre de 1948 y formada por José María Otero de Navascués (director general y presidente hasta 1974), Manuel Lora Tamayo, Armando Durán Miranda y José Ramón Sobredo y Rioboo.
Las premisas del proyecto de la bomba nuclear datan del 22 de octubre de 1951, cuando terminada la fase secreta la JIA fue rebautizada como Junta de Energía Nuclear (JEN), bajo la presidencia del general Juan Vigón y con Otero de Navascués como director general (más tarde sería de nuevo su presidente), y llevó a cabo desde entonces proyectos de investigación y desarrollo tecnológico, sirviendo de referencia para representar técnicamente a España en los foros internacionales y para asesorar a las administraciones públicas en materias de su competencia. 
Internacionalmente en aquella época, tras la derrota de las potencias del Eje en la Segunda Guerra Mundial en 1945 que eran los antiguos aliados de Franco, se produjo un aislamiento internacional de España. Sin embargo, cuando comenzó la Guerra Fría, y con agentes españoles, oficiales militares estadounidenses y empresarios estadounidenses gestionando la apertura de relaciones, la opinión popular cambió. El nombramiento de un embajador de Estados Unidos en Madrid se anunció el 27 de diciembre de 1950. En julio de 1951, comenzaron las negociaciones para una alianza que eventualmente se convertiría en los Pactos de Madrid firmados en 1953.
En 1955, en medio del recalentamiento de las relaciones entre España y Estados Unidos, así como de la entrada de España en la ONU, Francisco Franco y el presidente estadounidense Dwight D. Eisenhower firmaron un acuerdo de cooperación nuclear como parte del programa Átomos para la Paz, abriendo la investigación nuclear a civiles y países que no habían poseído previamente tecnología nuclear. Eisenhower abogó por un acuerdo de no proliferación en todo el mundo para detener la propagación del uso militar de armas nucleares. Aunque las naciones que ya tenían armas atómicas mantuvieron sus armas y aumentaron sus arsenales, el programa fue diseñado para evitar que otros países desarrollaran armas similares. El programa también creó regulaciones para el uso de la energía nuclear, con el objetivo de convertir el uso de la energía nuclear en un medio únicamente pacífico. Esto no necesariamente trabajaría hacia los resultados deseados; en el marco de los programas relacionados con Átomos para la Paz, EE. UU. exportó más de 25 toneladas de uranio altamente enriquecido (HEU) a 30 países, principalmente para alimentar reactores de investigación, que hoy se consideraría un riesgo de proliferación y terrorismo. De hecho, sería este mismo programa el que permitió a Franco, acompañado del ministro de la Presidencia del Gobierno, Luis Carrero Blanco, inaugurar el 27 de diciembre de 1958 el Centro Nacional de Energía Nuclear Juan Vigón en sus instalaciones de la Ciudad Universitaria de Madrid (ahora forma parte del CIEMAT). Junto con el Plan de Estabilización de 1959 y el posterior milagro económico español, España pudo comenzar a alejarse de la autarquía anterior, permitiendo el inicio de un incipiente sector nuclear civil que sentaría las bases del Proyecto Islero.

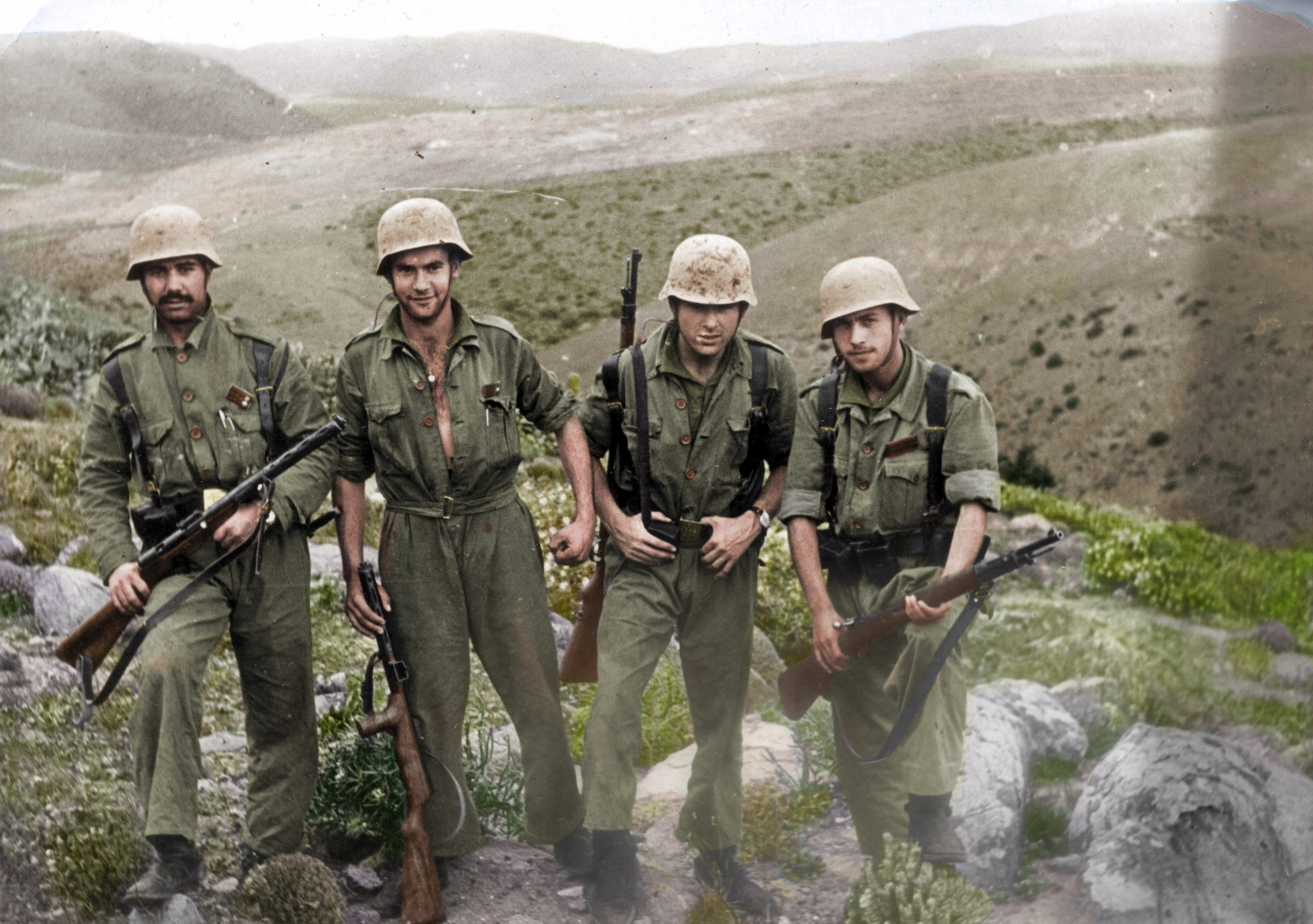
Soldados españoles en la guerra de Ifni de 1957-1958.

En un principio ni las actividades de la JEN, ni las del centro Juan Vigón tenían un carácter militar, pero comenzaron a perseguir objetivos militares tras la independencia de Marruecos en 1956, cuando este país intenta reafirmar con fiereza sus ambiciones territoriales sobre numerosos territorios del norte de África, incluyendo algunos españoles. Con el fin de la guerra de Ifni en 1957, la bomba atómica empezó a ser vista como una necesidad a ojos de Franco y su gobierno — en particular de Muñoz Grandes, vicepresidente, y de Carrero Blanco— no sólo para reforzar el papel de España en el sur de Europa y en el mar Mediterráneo así como su posición internacional, pero también y sobre todo para disuadir a Marruecos de poner sus manos sobre los territorios españoles situados fuera de la Península, en particular Ceuta, Melilla y el Sáhara.

### Comienzos (1963-1966)

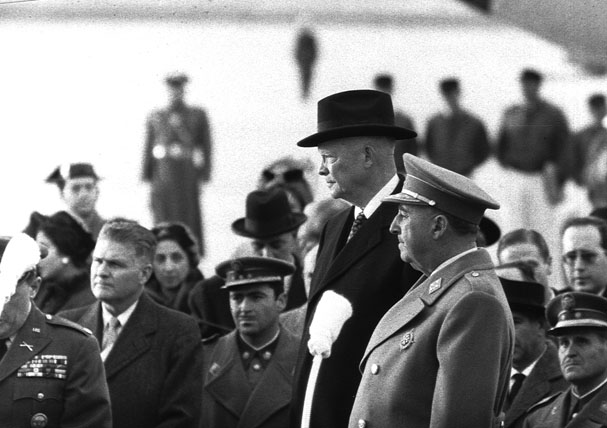
La visita del presidente estadounidense Dwight Eisenhower a España en 1959 es considerada el símbolo del fin del aislamiento internacional del Régimen franquista en España.

En 1963, Muñoz Grandes, vicepresidente (y un militar poco cercano a Estados Unidos), encargó al ingeniero y almirante José María Otero de Navascués, entonces director de la JEN, un estudio de viabilidad que examinara las posibilidades reales que tenía España de construir una bomba atómica sin alertar a la comunidad internacional. La redacción de dicho informe estuvo a cargo del catedrático de física nuclear y Comandante de la Fuerza Aérea, Guillermo Velarde, Jefe de la División de Teoría y Cálculo de Reactores, quien poseía ya un bagaje científico considerable. Señala que España podría hacerlo, siempre que sepa adquirir un reactor capaz de producir plutonio, es decir, un reactor distinto de los aparatos comerciales, que permita obtener a partir del uranio, por un proceso de fisión nuclear y tras un cierto tiempo necesario, plutonio para uso militar. El proyecto de bomba de plutonio estaba listo en octubre de 1964, tras dos años de esfuerzo y cálculos matemáticos. 
Hasta entonces, Franco había dado su visto bueno a este proyecto, bautizado como "Islero 1", en referencia al toro Islero que había matado el 29 de agosto de 1947 al torero Manolete. La dirección se encomendó entonces a Velarde, que ya contaba con una importante formación científica. La obra se dividió en dos fases: por un lado el proyecto de la bomba atómica en sí, y por otro lado la construcción de un reactor nuclear, la fábrica de los elementos combustibles del reactor, y la fábrica destinada a extraer el plutonio de estos elementos combustibles. Se optó por una bomba de plutonio-239 porque era más barata de producir. 
Al principio, el proyecto parecía ser un verdadero fracaso. Los especialistas de la JEN, todos militares, no fueron capaces ni de construir la bomba ni de obtener el plutonio necesario para fabricarla, tanto que a partir de 1965 Franco, a pesar de su gran interés inicial por el proyecto, dejó de prestarle mucha atención. Si a pesar de todo el plan se mantuvo, fue gracias al apoyo tanto de Muñoz Grandes como de Carrero Blanco, este último siempre sabiendo movilizar los recursos necesarios para asegurar su financiación; Gregorio López-Bravo, por razones desconocidas, se opuso.

### Incidente de Palomares (1966)

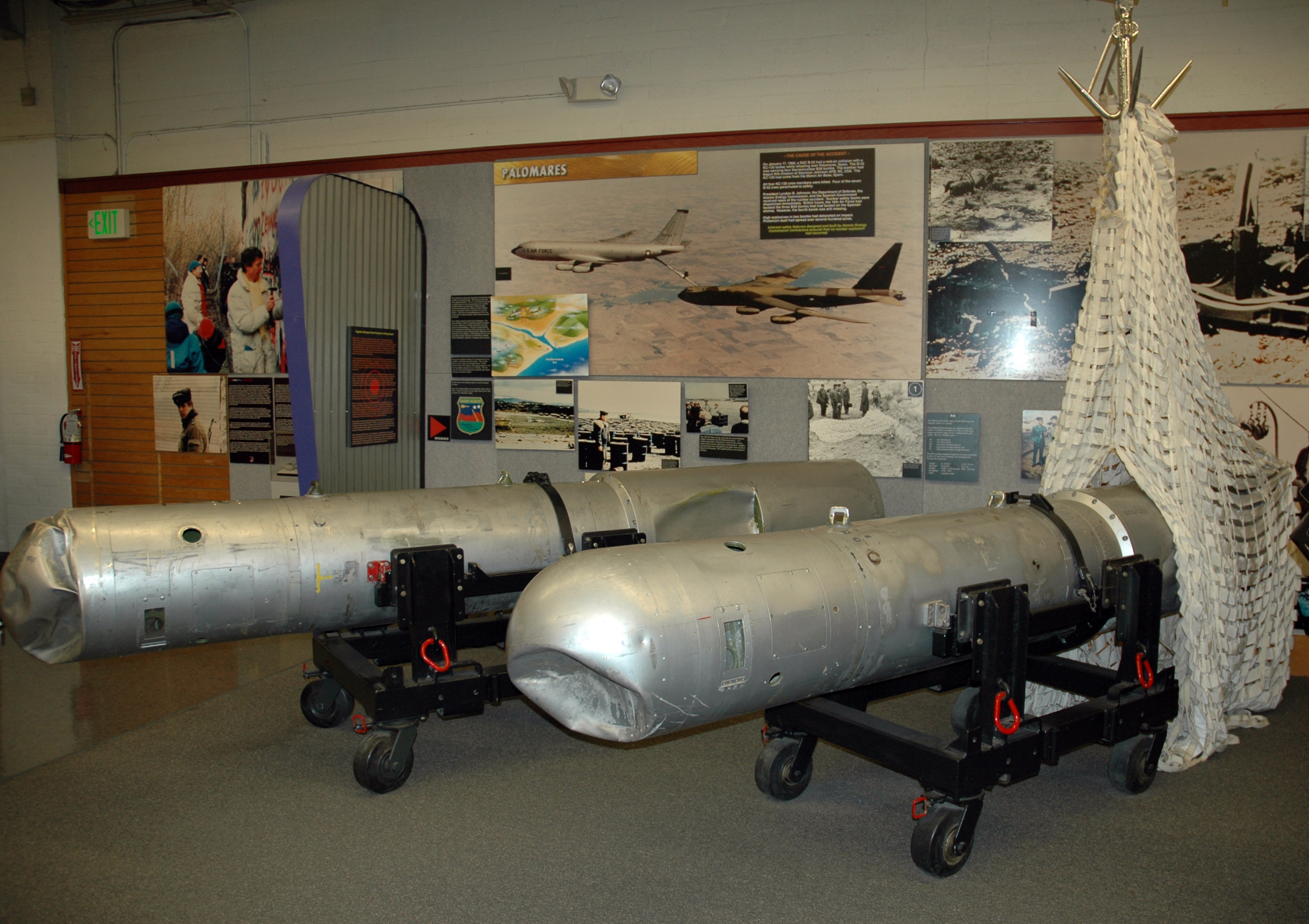
Las bombas nucleares B28 recuperadas del "incidente de Palomares", gracias a este accidente las autoridades españolas accedieron a información relativa al diseño y tecnología de las armas nucleares.

El proyecto, sin embargo, se recupera el 17 de enero de 1966, después de que sucediera el famoso "Incidente de Palomares", cuando un avión de reabastecimiento estadounidense KC-135 colisionó en pleno vuelo contra un bombardero estratégico B-52 estadounidense en el espacio aéreo español sobre Palomares, provincia de Almería.
El bombardero transportaba cuatro bombas termonucleares Mark 28 (modelo B28RI) de 1,5 megatones, que se estrellaron en la citada zona, tres en tierra y una en el mar, explotando la carga convencional de dos de las que cayeron en tierra; las otras dos bombas, en cambio, estaban equipadas con un paracaídas. A continuación, los técnicos españoles, encabezados por Velarde, peinaron la zona afectada hasta dar con los restos de dichas bombas así como los detonadores, obteniendo una información que permitió relanzar el proyecto Islero, con mayores posibilidades de éxito. De hecho, el descubrimiento de los españoles les permitió conocer la clave de las bombas de hidrógeno —a saber: el proceso Teller-Ulam, desarrollado en 1952 por Stanisław Ulam y Edward Teller en Estados Unidos—, tras lo cual España se convirtió en el quinto país en conseguir la valiosa información, después de Estados Unidos, la URSS en 1954 gracias al trabajo de Andréi Sájarov y, en 1966, por Robert Dautray en Francia y por Peng Huanwu en China.

### Contratiempos (1966-1971)

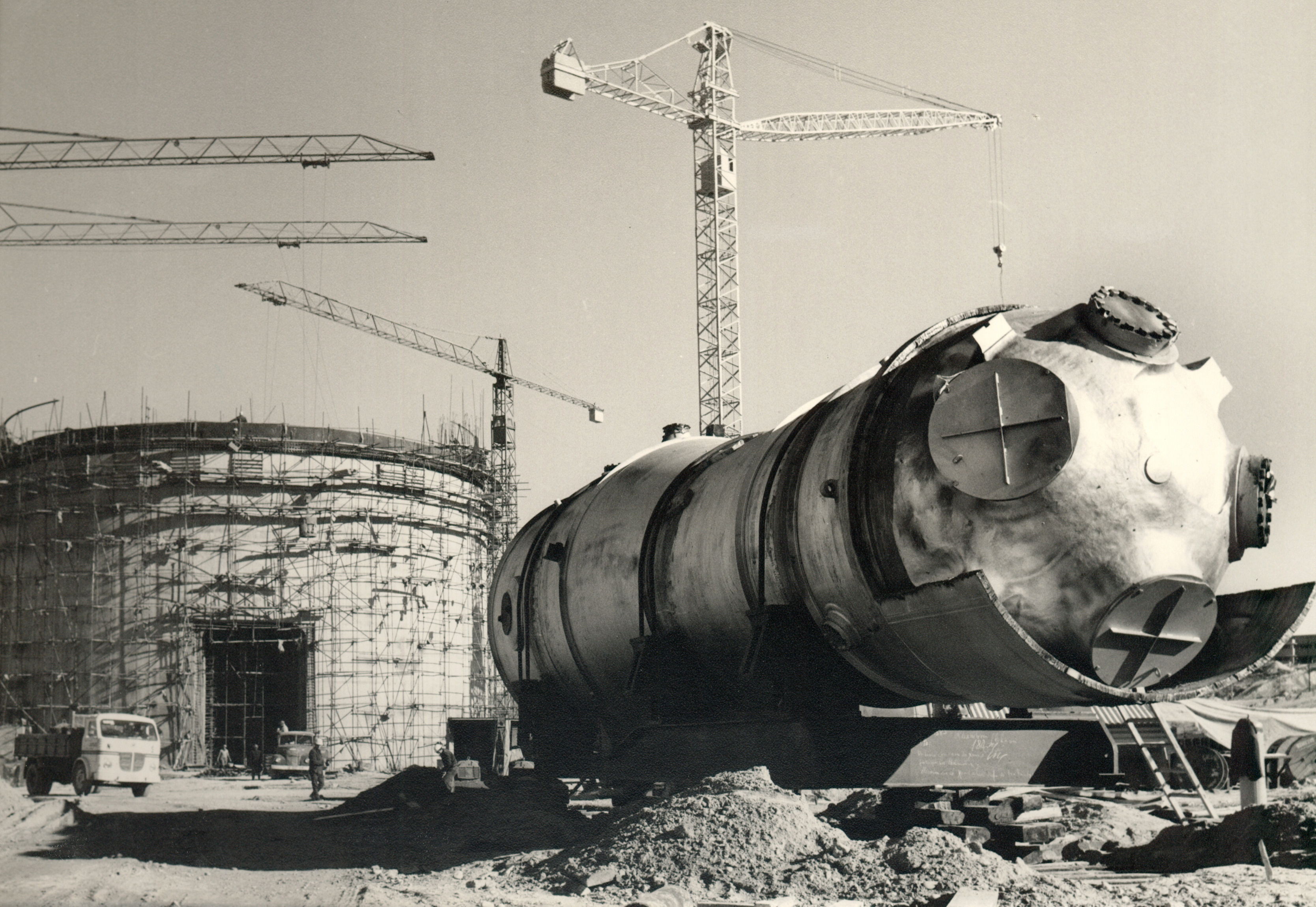
Llegada del Generador de Vapor a la Central Nuclear José Cabrera (también conocida como Zorita) en 1966. Fue la primera de las centrales nucleares construidas en España y la primera en verter electricidad a la red en España, en 1969.

Pero ese mismo año Franco mantendría una reunión con Velarde en la que le ordenaría aplazar indefinidamente el desarrollo físico, pero no teórico, del proyecto por temor a que fuera imposible guardar el secreto, y con la reciente creación del Organismo Internacional de Energía Atómica (OIEA), la publicidad conduciría a un aumento de las sanciones económicas a España. Sin embargo, permitió que la investigación siguiera adelante, pero fuera de las Fuerzas Armadas; al mismo tiempo descartó firmar el acuerdo internacional que se negociaba para prohibir la fabricación de armas nucleares. El 1 de julio de 1968, cerca de medio centenar de países firmaron el Tratado de No Proliferación Nuclear (TNP), pero no España.
Mientras tanto, el gobierno español comenzó a perseguir el poder del átomo en otros lugares. En la provincia de Guadalajara estaba en marcha la construcción de la primera central nuclear de España, la Central Nuclear José Cabrera (también conocida como Zorita). En 1968 se instaló en la sede de la JEN, en la Ciudad Universitaria de Madrid, el primer reactor nuclear rápido español, denominado Coral-I, con capacidad para producir plutonio de grado militar. Era capaz de operar tanto con Plutonio-239 como con uranio enriquecido al 90% (U-235), aunque con residuos que aún contienen casi tanto combustible como el que se consume. Sin embargo, en 1969 se obtuvieron en el más absoluto secreto los primeros gramos de plutonio español, son los únicos del mundo que no están bajo la autoridad del OIEA. La bomba atómica española era ahora una realidad concebible.

### Reanudación (1971-1977)

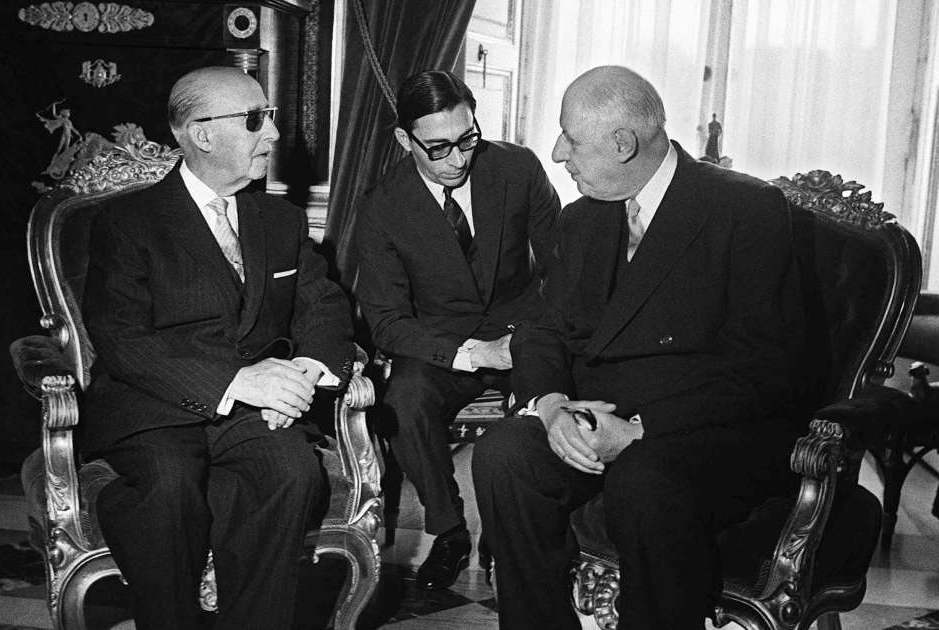
Entrevista entre Francisco Franco y Charles de Gaulle el 8 de junio de 1970.

En 1971, ante la insistencia de Manuel Díez-Alegría, jefe del Estado Mayor General, Velarde retomó el Proyecto Islero. El Centro Superior de Estudios de la Defensa Nacional (CESEDEN) realizaría un informe confidencial que concluía que "España podría implementar con éxito la opción nuclear militar". Según este informe, España podría adquirir su propio armamento nuclear en poco tiempo utilizando las instalaciones existentes; pero también era importante construir la central nuclear de Vandellós, equipada con tecnología francesa, cuya inauguración estaba prevista para marzo de 1972 y que iba a servir como fuente de producción militar de plutonio. Finalmente, el informe señalaba la posibilidad de realizar la primera prueba nuclear en el Sáhara Español. En total, el proceso costaría unos 8.700 millones de pesetas españolas, o 57 millones de dólares.
Al mismo tiempo, Muñoz Grandes, José María Otero de Navascués y el director general de JEN Antonio Colino iniciaron negociaciones con la Francia de De Gaulle para obtener un reactor nuclear de grafito de uranio natural y gas para España. Obtener suficiente plutonio para construir la bomba (6 kilos), en un país cuyo subsuelo contenía la segunda mayor reserva natural de uranio de Europa, dejó de ser un sueño con la ayuda de los franceses, que no permitieron que la OIEA inspeccionara sus plantas.
Tanto el general Charles De Gaulle como Georges Pompidou, su sucesor como presidente de Francia, estuvieron a favor del proyecto desde el principio; la presencia de una potencia nuclear aliada en el continente fue vista como un medio para aumentar la independencia francesa tanto de los Estados Unidos como de la OTAN. Con este fin se constituyó la Compañía Hispano-Francesa de Energía Nuclear (HIFRENSA). El lugar elegido para construir la planta y montar el reactor se encuentra en el territorio del municipio de Vandellós y Hospitalet del Infante, en la provincia de Tarragona. La planta tomaría el nombre de Vandellós I y debía entrar en servicio en los primeros meses de 1972.
En Estados Unidos, los proyectos españoles habían despertado un interés muy particular, en particular dentro de la CIA, interés que se evidencia en el informe que se redactó sobre la cuestión. Pronto desde junio de 1973, este interés se convirtió en preocupación, después de que Luis Carrero Blanco fuera nombrado presidente del Gobierno, dado que éste, aunque anticomunista convencido, tenía poca inclinación por Estados Unidos y menos por Israel, siendo en realidad partidario de un buen entendimiento con los países árabes, y sobre todo proponía revisar la relación entre España y Estados Unidos, exigiendo una relación de igual a igual, el suministro de tecnología militar avanzada y el compromiso de defender a España, requisitos todos ellos necesarios para poder seguir utilizando las bases militares en territorio español que tenía Estados Unidos.

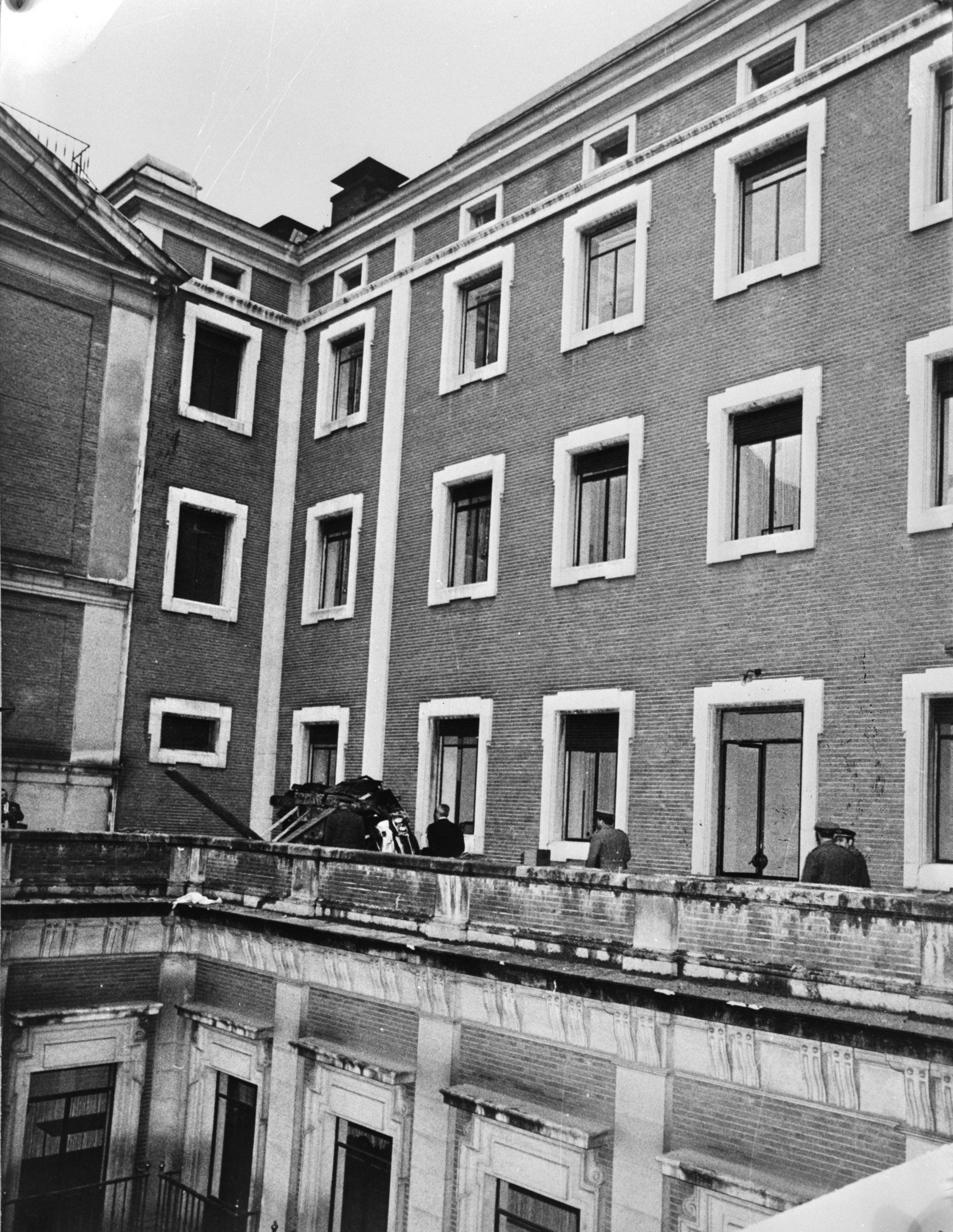
El coche de Carrero Blanco en el balcón de la Casa Profesa de Madrid, inmediatamente después del atentado.

El 15 de diciembre de 1973, Velarde comunica al teniente general Manuel Díez-Alegría —quien, habiendo asumido su cargo de Jefe del Estado Mayor General a principios de los años setenta, le había animado a proseguir sus investigaciones—, así como al hombre de confianza de éste, el general de brigada Manuel Gutiérrez Mellado, que España tenía capacidad para fabricar tres bombas de plutonio al año. Díez-Alegría le ordenó que pusiera por escrito sus conclusiones. 
Cuatro días después, Carrero Blanco mantuvo una entrevista con Henry Kissinger, entonces secretario de Estado, durante la cual le dijo que el gobierno español quería que Estados Unidos se comprometiera a apoyar a España en caso de agresión. Ante la negativa de Kissinger, supuestamente Carrero Blanco le mostró el informe de Velarde, lo que despertó una gran preocupación en el secretario de Estado. Ese mismo día, Kissinger abandonó apresuradamente Madrid, y al día siguiente, el 20 de diciembre de 1973, Carrero Blanco muere en un atentado. Una implicación de la CIA en este atentado fue insinuada por ciertos autores, motivados por la voluntad de acabar con las pretensiones políticas de Carrero Blanco y con su intención de dotar a España de armamento nuclear; otros autores niegan esta posibilidad.
En los años 70, la Comisión de científicos y expertos estadounidenses estaba convencida de que España iba camino de convertirse en una potencia nuclear, a la altura de Israel y la India. Así, un informe de alto secreto (top secret) de la CIA de 1974 ya advertía de que «España es uno de los países de Europa merecedores de atención por su posible proliferación (de armas nucleares) en los próximos años. Tiene reservas propias de uranio de moderado tamaño, un extenso programa de desarrollo nuclear (tres reactores operativos, siete en construcción y otros 17 más en proyecto), y una planta piloto para enriquecimiento de uranio». La CIA aseguraba entonces que España, además de Irán, Egipto, Pakistán, Brasil y Corea del Sur necesitaban «al menos una década para desarrollar su programa de armas nucleares».
España contó con la asistencia técnica de Francia para el montaje del reactor. Todo el trabajo matemático y de medición se llevó a cabo en el mayor secreto, y no se deploró ninguna fuga. Sin embargo, el proyecto comenzó a tambalearse cuando Gregorio López-Bravo se interpuso en el camino de la finalización del proyecto. El ministro había hablado con Franco para convencerle de que acabara con él, argumentando que los estadounidenses acabarían por enterarse del proyecto y que acarrearía a España un sinfín de problemas y dificultades. Muñoz Grandes, ya entonces muy enfermo, que creía que la bomba atómica, unida a una alianza estratégica con la Francia gaullista, convertiría a España en un Estado más independiente y una potencia importante en Europa, no logró sin embargo convencer a Franco, para quien era una operación costosa que suponía un desafío a Washington, cuyo apoyo le parecía más importante que tener su propia bomba o acercarse diplomáticamente a Francia. Franco puso fin a las animadas discusiones al ordenar el cese de las investigaciones y prohibir la puesta en marcha del proyecto militar. A Velarde, a quien Muñoz Grandes había dado instrucciones para intentar convencer al Caudillo, éste le respondió que “[él] había indagado, y que por otra parte [él] creía que era muy peligroso y que España no podía soportar un nuevo bloqueo internacional desencadenado por Estados Unidos, y que los beneficios de tener un pequeño arsenal no superaban los daños”.

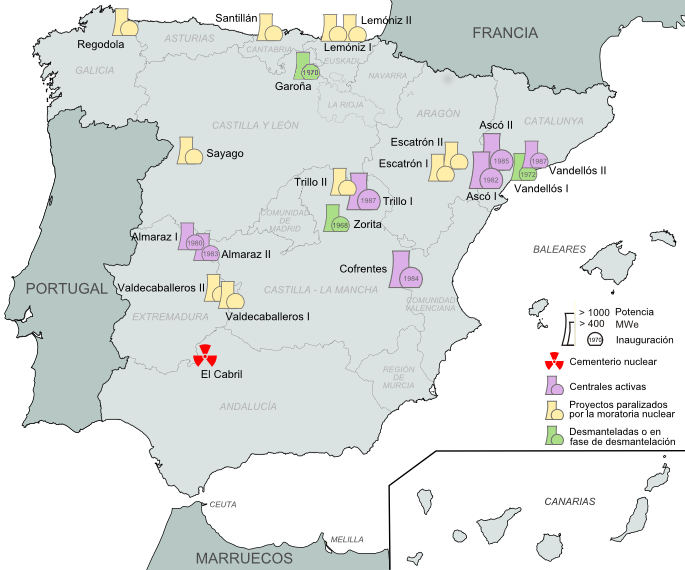
Reactores nucleares de España.

Pero ni la muerte de Carrero Blanco, ni la brusca destitución de Díez-Alegría el 13 de junio de 1974, ni siquiera la muerte de Franco el 20 de noviembre de 1975 detendrían el proyecto. El sucesor de Carrero Blanco, Carlos Arias Navarro, quería dar un nuevo impulso al proyecto Islero, y, de hecho, a pesar de que estaba luchando por desarrollarse, sobre todo debido a la continua presión de los Estados Unidos y su presidente Jimmy Carter para que España firmara el TNP. En 1976, el primero de los ministros de Asuntos Exteriores de la Transición Española, José María de Areilza, declararía que España sería capaz de fabricar la bomba "en siete u ocho años si nos lo proponemos. No queremos ser los últimos de la lista".
Incluso con la transición española a la democracia y la llegada a la presidencia del gobierno de Adolfo Suárez y la Unión de Centro Democrático (UCD) en 1976 el proyecto continuaría con apoyo interno. Suárez, partidario de que España dispusiera de bombas atómicas y termonucleares y partidario de una política de neutralidad y amistad hacia los países árabes para evitar problemas en las Islas Canarias, Ceuta y Melilla, hizo que el proyecto siguiera adelante. Sin embargo, el presidente estadounidense Jimmy Carter, ferviente defensor de una política de limitación armamentista, había lanzado una campaña contra los Estados que no habían firmado el TNP.
La tensión con Estados Unidos aumentó aún más en 1977, cuando se conoció públicamente qué capacidades tecnológicas programaban las instalaciones nucleares del Centro de Investigación Nuclear de Soria (abreviado CINSO), en la localidad de Cubo de la Solana, cuyo plan había sido aprobado 45 días después de la muerte de Franco en un Consejo de Ministros presidido por Arias Navarro. Los investigadores estadounidenses se asustaron al comprobar que la planta de enriquecimiento de uranio diseñada para convertir uranio en plutonio podía producir 140 kilos al año, suficiente para fabricar 23 bombas atómicas al año.

### Fin (1977-1987)

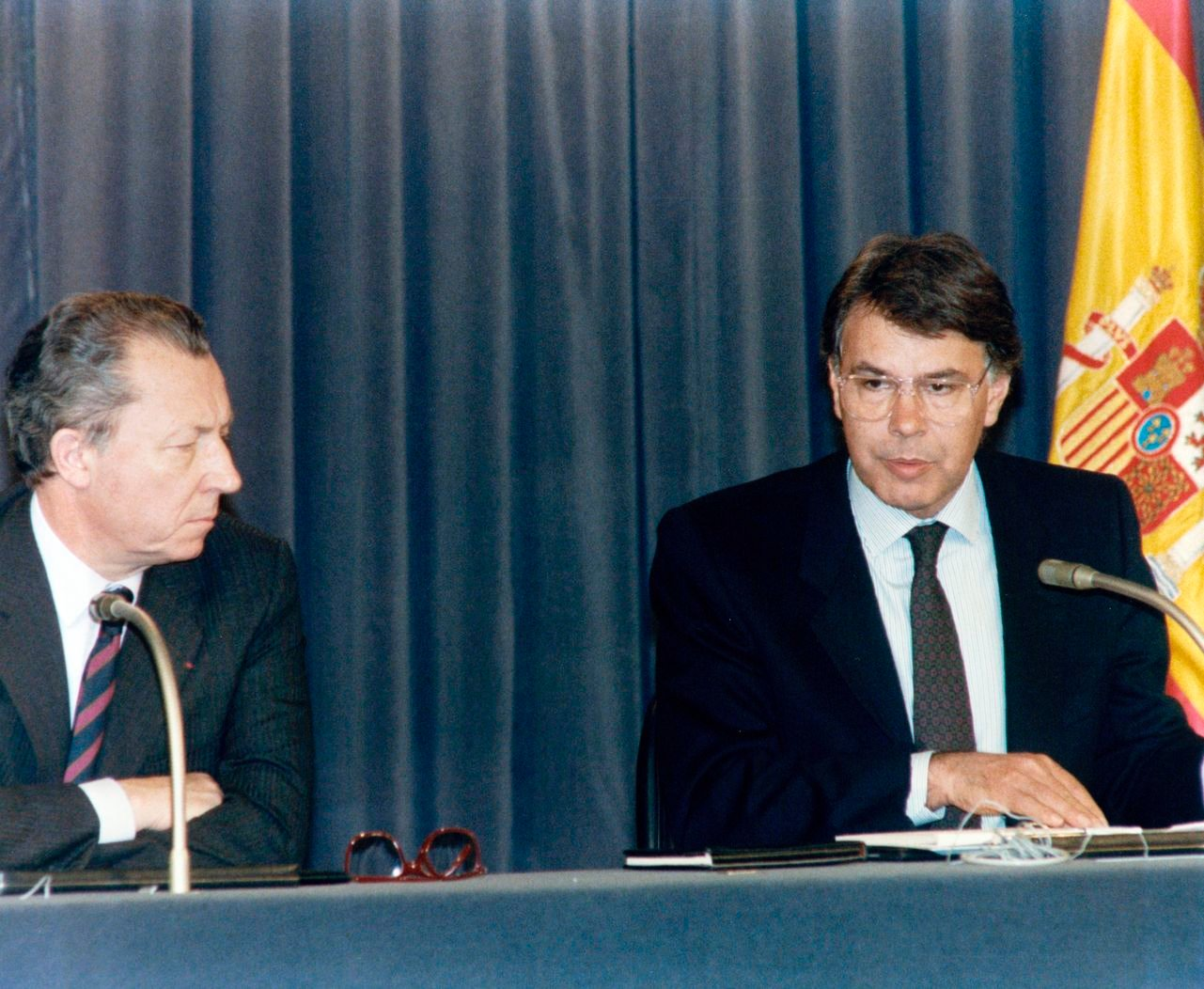
Felipe González y el presidente de la Comisión Europea, Jacques Delors, el 8 de enero de 1989.

Los Estados Unidos, cada vez más nerviosos, se obsesionaron con que el Organismo Internacional de Energía Atómica (OIEA) inspeccionara las instalaciones españolas sospechosas: si se impedía esta inspección, además de la amenaza de un boicot económico, EE. UU. congelaría las exportaciones de uranio enriquecido a España, lo que supondría la paralización industrial de las centrales nucleares civiles que ya estaban operando.
El 1 de abril de 1981, España acabó aceptando las condiciones estadounidenses y firmando las cláusulas de salvaguardia del OIEA, sometiendo en adelante sus instalaciones a constantes inspecciones. Sin embargo, esta decisión no suponía todavía el final definitivo del proyecto Islero, ya que el partido de gobierno Unión del Centro Democrático (UCD) no dejaría de abogar por él. Por otro lado, el Partido Socialista Obrero Español (PSOE) ya había resuelto renunciar al proyecto nuclear español al mismo tiempo que permanecía en la OTAN, a cambio de la integración de España en la Comunidad Económica Europea (CEE). El 13 de octubre de 1987, Fernando Morán, como ministro de Asuntos Exteriores y en representación del gobierno socialista, firmó el Tratado de No Proliferación Nuclear, que simbólicamente puso fin al proyecto.
Los esfuerzos científicos emprendidos por el general Velarde se reorientaron entonces del ámbito militar al civil con la creación en 1981 del Instituto de Fusión Nuclear, un centro de investigación perteneciente a la Universidad Politécnica de Madrid.

## Actualidad

Mapa de los Países con armas nucleares en el mundo.
Países con armas nucleares del TNP (China, Francia, Rusia, Reino Unido, Estados Unidos)
Otros países con armas nucleares (India, Pakistán, Corea del Norte)
Otros estados que se cree que tienen armas nucleares (Israel)
Países en la Compartición nuclear de la OTAN (Bélgica, Alemania, Italia, Países Bajos, Turquía)
Países que alguna vez tuvieron armas nucleares (Bielorrusia, Kazajistán, Ucrania, Sudáfrica)

Aun así hoy en día tiene la capacidad más que suficiente para desarrollar la bomba en un plazo de tiempo relativamente corto, ya que en el país operan 7 reactores nucleares de fisión y es muy dudoso que los avances conseguidos durante la dictadura franquista fueran destruidos (no se debe olvidar que se trataba de un programa nuclear bastante avanzado). Los estudios del 2004 revelan que España tiene la suficiente tecnología y recursos y podría construir armas nucleares o desarrollar un programa nuclear, pudiendo construir varias bombas al año. Posee reservas de uranio y 7 grandes centrales nucleares que produjeron el pasado año la quinta parte de la energía consumida. España posee, además, una fábrica de combustible nuclear de ENUSA en Juzbado (Salamanca) y un centro de almacenamiento de residuos radiactivos de baja y media actividad en El Cabril (Córdoba), en plena Sierra Morena.[cita requerida]
En la actualidad el armamento estratégico más poderoso con el que cuentan las Fuerzas Armadas de España son los misiles de crucero Taurus, que tienen un alcance oficial de más de 500 km (300 mi), de los cuales España adquirió 43 unidades en 2005. Una cantidad escasa, si se comparan con los arsenales de otros países, por ejemplo Alemania adquirió 600 misiles de este mismo modelo y Corea del Sur más de 250 misiles también de este modelo.